# Ato de Kansas-Nebraska

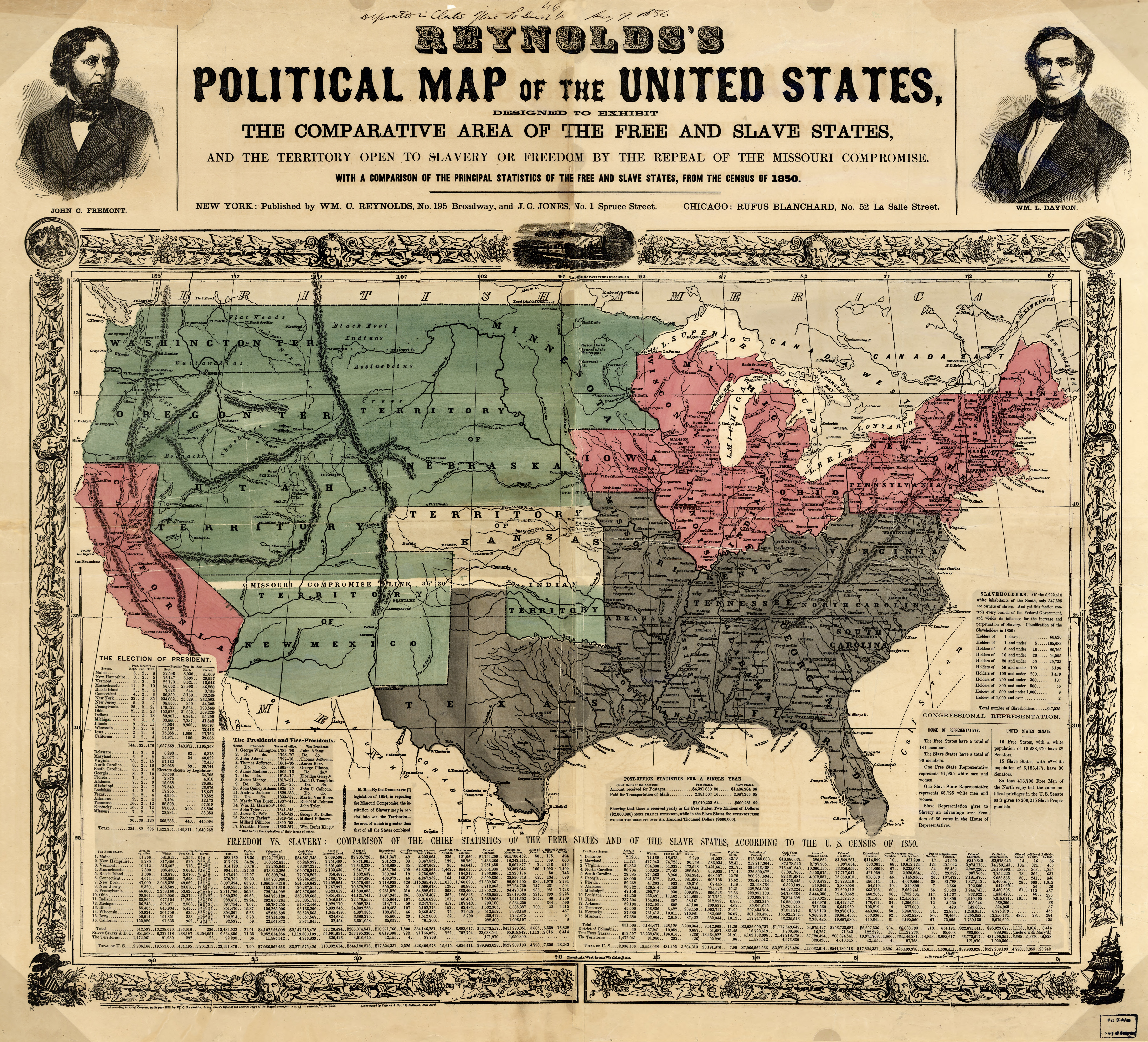
Esse mapa de 1856 mostra os estados escravagistas (cor cinza), estados livres (cor vermelha) e os territórios americanos (cor verde) com o de Kansas no centro (cor branca).

O Ato de Kansas-Nebraska foi um ato do Congresso dos Estados Unidos, aprovado em 1854, que organizava o terreno remanescente da Compra da Louisiana para colonização antes de sua entrada à União, atribuindo, aos colonos, o direito de decidir sobre a legalidade da escravatura. Foi redigido pelo senador Stephen A. Douglas. Em termos históricos, significou o reconhecimento de que o Compromisso de Missouri, pactuado em 1820, não condizia com a realidade política dos anos de 1850.

## Descrição
O ato Kansas–Nebraska foi uma lei federal dos Estados Unidos votada em 30 de Maio de 1854, e que organizava um governo territorial para os territórios que iriam mais tarde tornar-se nos estados do Kansas e Nebraska. Os opositores a esta lei viram, nela, o triunfo do poder escravagista e criaram um novo partido (o Partido Republicano) para a combater. Este ato foi considerado como uma etapa-chave no percurso histórico que conduziria à Guerra Civil Americana.
Desejoso de ver os territórios ocidentais colonizados, Stephen A. Douglas, senador pelo Illinois e presidente do comité do Senado para os territórios, iniciou e apoiou o Acto Kansas-Nebraska junto do Congresso em 1854.
Uma vez que a maior parte dos territórios do Oeste se estendiam a norte da linha de divisão definida pelo compromisso do Missouri, seriam "já" territórios autorizados a praticar a escravatura. Os representantes sulistas agiram assim de modo a preservar o seu domínio no Senado à custa de uma derrogação. Evitando este problema, o Ato Kansas-Nebraska permitiu ultrapassar o compromisso do Missouri e permitiu a escravatura nos novos territórios pela "soberania popular". O resultado foi uma violenta confrontação entre os colonos pró e antiescravatura.